# Vapor Tejedor
El vapor fluvial Tejedor fue un pequeño buque a vapor utilizado por ambos bandos durante la Revolución de 1880.

## Historia
Durante el movimiento revolucionario encabezado por el gobernador de la provincia de Buenos Aires Carlos Tejedor, la ciudad de Buenos Aires fue bloqueada por las fuerzas nacionales leales al presidente Nicolás Avellaneda. Buenos Aires intentó responder al bloqueo pero sin éxito. 
El Tejedor, propiedad de Nicolás Mihanovich, fue confiscado por el gobierno rebelde y utilizado con mando y tripulación civiles para el patrullado de la Boca del Riachuelo y el transporte de tropas desde Barracas (Buenos Aires) al Puente Alsina, principales puntos defensivos del flanco sur de la ciudad.
Finalizado el conflicto armado, fue utilizado hasta el 17 de julio de 1880 por la Armada Argentina con tripulación militar como aviso al servicio de la 2° División de la Escuadra nacional, siendo luego devuelto a su propietario.